# Associazione Sportiva Lucchese Libertas 1997-1998
Questa voce raccoglie le informazioni riguardanti l'Associazione Sportiva Lucchese Libertas nelle competizioni ufficiali della stagione 1997-1998.

## Stagione
Nella stagione 1997-1998 la Lucchese disputa il ventiduesimo campionato di seconda serie della sua storia, prendendo parte al campionato di Serie B. Raccoglie 44 punti che gli valgono il quindicesimo posto. Allenata da Luigi De Canio raccoglie un ragguardevole bottino di 26 punti nella fase ascendente del torneo, mentre va in affanno nel girone di ritorno, riuscendo a salvare la categoria, proprio grazie al fieno che aveva messo in cascina, nella prima parte del torneo cadetto. Anche in questa stagione, per lui l'undicesima con la maglia rossonera, Roberto Paci con 16 reti, le stesse realizzate la scorsa stagione, si conferma miglior marcatore dei lucchesi, bene ha fatto anche Roberto Colacone con 8 centri. Nella Coppa Italia rossoneri subito fuori dal torneo, nel doppio confronto del primo turno, per mano del Brescello.

## Divise e sponsor
Lo sponsor tecnico per la stagione 1997-1998 è stato Erreà, mentre lo sponsor ufficiale è stato Cremlat. La prima maglia è a strisce verticali rosse e nere, calzoncini e calzettoni neri, la seconda divisa è completamente bianca.
| 1ª divisa | 2ª divisa |

## Rosa
La rosa era composta da 24 calciatori.
| N. |                    | Ruolo | Calciatore          |
| -- | ------------------ | ----- | ------------------- |
| 1  | Italia (bandiera)  | P     | Lorenzo Squizzi     |
| 2  | Italia (bandiera)  | D     | Mario Manzo         |
| 3  | Italia (bandiera)  | D     | Giovanni Caterino   |
| 4  | Italia (bandiera)  | D     | Mauro Valentini     |
| 5  | Italia (bandiera)  | C     | Roberto Fogli       |
| 6  | Italia (bandiera)  | C     | Fabrizio Baldini    |
| 7  | Italia (bandiera)  | C     | Marco Rossi         |
| 8  | Italia (bandiera)  | C     | Bruno Russo         |
| 9  | Italia (bandiera)  | A     | Roberto Paci        |
| 10 | Italia (bandiera)  | A     | Roberto Colacone    |
| 11 | Italia (bandiera)  | A     | Roberto Stellone    |
| 12 | Italia (bandiera)  | P     | Marco Landucci      |
| 13 | Italia (bandiera)  | D     | Duccio Innocenti    |
| 14 | Italia (bandiera)  | D     | Gianluca Torma      |
| 15 | Camerun (bandiera) | C     | Pierre Nlend Wome   |
| 16 | Italia (bandiera)  | A     | Nazzareno Tarantino |
| 17 | Italia (bandiera)  | D     | Simone Angeli       |

| N. |                   | Ruolo | Calciatore          |
| -- | ----------------- | ----- | ------------------- |
| 18 | Italia (bandiera) | C     | Jimmy Fialdini      |
| 19 | Italia (bandiera) | A     | Cristian Biancone   |
| 20 | Italia (bandiera) | D     | Manuele Guzzo       |
| 21 | Italia (bandiera) | A     | Marco Vendrame      |
| 22 | Italia (bandiera) | P     | Giovanni Proietti   |
| 23 | Italia (bandiera) | C     | Ighli Vannucchi     |
| 24 | Italia (bandiera) | C     | Francesco Mocarelli |
| 25 | Italia (bandiera) | D     | Marcello Montanari  |
| 26 | Italia (bandiera) | C     | Francesco Marianini |
| 27 | Italia (bandiera) | C     | Massimiliano Favo   |
| 28 | Italia (bandiera) | D     | Moreno Longo        |
| 29 | Italia (bandiera) | C     | Daniele Amerini     |
| 30 | Italia (bandiera) | D     | David Baglioni      |
| 31 | Italia (bandiera) | D     | Samuele Barsotti    |
| 32 | Italia (bandiera) | D     | Mirko Taccola       |
| 33 | Italia (bandiera) | D     | Terry Cavazzana     |

## Risultati

### Campionato

#### Girone di andata
| Arbitro: | Preschern (Mestre) |

|                       |           |               |
| Paci 47’ Colacone 81’ | Marcatori | 69’ Francioso |

| Arbitro: | De Santis (Tivoli) |

|             |           |          |
| Pereira 76’ | Marcatori | 55’ Wome |

| Arbitro: | Rodomonti (Teramo) |

|               |           |  |
| Materazzi 91’ | Marcatori |  |

| Arbitro: | Ercolino (Cassino) |

|                   |           |  |
| Paci 37’ Wome 85’ | Marcatori |  |

| Arbitro: | Pin (Conegliano) |

|                                    |           |  |
| Manca 46’ Biagioni 55’ Palumbo 62’ | Marcatori |  |

| Arbitro: | Sirotti (Forlì) |

|                 |           |  |
| Paci 62’ (rig.) | Marcatori |  |

| Arbitro: | Serena (Bassano del Grappa) |

|                             |           |               |
| Palladini 58’ Cammarata 70’ | Marcatori | 29’ Vannucchi |

| Arbitro: | Lana (Torino) |

|  |           |                 |
|  | Marcatori | 45+2’ Lorenzini |

| Arbitro: | Paparesta (Bari) |

|                                |           |                 |
| Montanari 23’ Sullo 56’ (aut.) | Marcatori | 29’ Della Morte |

| Arbitro: | Dagnello (Trieste) |

|                |           |          |
| C. Ferrara 54’ | Marcatori | 23’ Paci |

| Arbitro: | Rosetti (Torino) |

|                     |           |                                     |
| Colacone 25’ (rig.) | Marcatori | 83’ F. Cossato 86’ (rig.) Zanchetta |

| Arbitro: | Preschern (Mestre) |

|                |           |                        |
| Vukoja 6’, 68’ | Marcatori | 23’ Paci 32’ Innocenti |

| Lucca 7 dicembre 1997 13ª giornata | Lucchese        | 0 – 0 | Monza | Stadio Porta Elisa\| Arbitro: \| Sputore (Vasto) \| |
| Arbitro:                           | Sputore (Vasto) |       |       |                                                     |

| Arbitro: | Lana (Torino) |

|  |           |          |
|  | Marcatori | 23’ Paci |

| Arbitro: | Bettin (Padova) |

|          |           |                              |
| Paci 68’ | Marcatori | 41’ O'Neill 90’ (rig.) Muzzi |

| Venezia 4 gennaio 1998 16ª giornata | Venezia          | 0 – 0 | Lucchese | Stadio Pierluigi Penzo\| Arbitro: \| Rossi (Ciampino) \| |
| Arbitro:                            | Rossi (Ciampino) |       |          |                                                          |

| Arbitro: | Branzoni (Pavia) |

|             |           |  |
| Stellone 5’ | Marcatori |  |

| Arbitro: | Paparesta (Bari) |

|                                            |           |  |
| De Poli 8’ Di Bari 9’ Innocenti 50’ (aut.) | Marcatori |  |

| Arbitro: | Serena (Bassano del Grappa) |

|                           |           |                |
| Paci 1’, 30’ Colacone 56’ | Marcatori | 80’ Carparelli |

#### Girone di ritorno
| Arbitro: | Nucini (Bergamo) |

|                               |           |                  |
| Centofanti 22’ Bertarelli 61’ | Marcatori | 91’ Roberto Paci |

| Arbitro: | Preschern (Mestre) |

|                              |           |                                               |
| Paci 41’ Colacone 76’ (rig.) | Marcatori | 24’ Ruotolo 42’ F. Giampaolo 72’ Louhenapessy |

| Lucca 15 febbraio 1998 22ª giornata | Lucchese            | 0 – 0 | Perugia | Stadio Porta Elisa\| Arbitro: \| Borriello (Mantova) \| |
| Arbitro:                            | Borriello (Mantova) |       |         |                                                         |

| Arbitro: | Calabrese (Avezzano) |

|              |           |                 |
| Iaquinta 25’ | Marcatori | 55’ (rig.) Paci |

| Arbitro: | Dagnello (Trieste) |

|               |           |  |
| Innocenti 52’ | Marcatori |  |

| Arbitro: | Strazzera (Trapani) |

|  |           |                              |
|  | Marcatori | 12’ (rig.) Paci 91’ Colacone |

| Arbitro: | Sirotti (Forlì) |

|  |           |                                |
|  | Marcatori | 43’ Moretti 56’, 65’ Cammarata |

| Reggio Calabria 22 marzo 1998 27ª giornata | Reggina          | 0 – 0 | Lucchese | Stadio Comunale\| Arbitro: \| Pin (Conegliano) \| |
| Arbitro:                                   | Pin (Conegliano) |       |          |                                                   |

| Arbitro: | Cardella (Torre del Greco) |

|                             |           |  |
| Sullo 8’, 67’ Banchelli 45’ | Marcatori |  |

| Arbitro: | Paparesta (Bari) |

|          |           |                 |
| Paci 34’ | Marcatori | 6’ Gio. Tedesco |

| Arbitro: | Bonfrisco (Monza) |

|                                             |           |                 |
| Taccola 21’ (aut.) Baccin 29’ Cerbone 45+3’ | Marcatori | 23’ (rig.) Paci |

| Arbitro: | Serena (Bassano del Grappa) |

|                              |           |  |
| Paci 40’ (rig.) Colacone 91’ | Marcatori |  |

| Arbitro: | Dagnello (Trieste) |

|                                            |           |              |
| Campolonghi 18’ Bisconti 35’ Francioso 68’ | Marcatori | 52’ Biancone |

| Arbitro: | Strazzera (Trapani) |

|              |           |            |
| Colacone 25’ | Marcatori | 59’ Flachi |

| Arbitro: | Branzoni (Pavia) |

|                                 |           |                     |
| Villa 7’ De Patre 17’ Muzzi 44’ | Marcatori | 21’ (rig.) Colacone |

| Arbitro: | Farina (Novi Ligure) |

|                                      |           |  |
| E. Brioschi 16’ (aut.) Vannucchi 27’ | Marcatori |  |

| Arbitro: | Rosetti (Torino) |

|                         |           |  |
| Baroni 25’ De Vitis 92’ | Marcatori |  |

| Lucca 7 giugno 1998 37ª giornata | Lucchese            | 0 – 0 | Treviso | Stadio Porta Elisa\| Arbitro: \| Borriello (Mantova) \| |
| Arbitro:                         | Borriello (Mantova) |       |         |                                                         |

| Arbitro: | Tombolini (Ancona) |

|              |           |  |
| Ferrante 14’ | Marcatori |  |

### Coppa Italia
| Arbitro: | Calabrese (Avezzano) |

|                                      |           |               |
| Borgobello 9’, 15’ Centanni 85’, 92’ | Marcatori | 53’ Vannucchi |

| Arbitro: | Branzoni (Pavia) |

|              |           |                     |
| Vendrame 47’ | Marcatori | 76’ (rig.) Franzini |